# سیارک ۵۷۳۵
سیارک ۵۷۳۵ (به انگلیسی: 5735 Loripaul، نامگذاری:1989LM) پنج هزار و هفتصد و سی و پنجمین سیارک کشف شده‌است که در ۴ ژوئن ۱۹۸۹ کشف شد.
قدر مطلق سیارک برابر ۱۳٫۶۰ است.